# COSMIC—FFP
COSMIC-FFP（The Common Software Measurement International Consortium - Full Function Point）は、ファンクションポイント法（機能規模測定法）の一つ。組込み系・リアルタイム系を問わず、ソフトウェアの規模や開発工数を、プログラミング言語などに依存せず定量的に見積もる方法の国際規格で、ISO/IEC 19761として2003年に制定され、日本では2006年にJIS X 0143としてJIS規格化された。